# The Astronomical Journal
Astronomical Journal (AJ, Астрономічний журнал) — щомісячний науковий журнал, який належить Американському астрономічному товариству і наразі видається IOP Publishing. Це один із провідних журналів з астрономії у світі.

## Історія
Журнал був заснований у 1849 році Бенджаміном Гулдом. Він припинив публікацію в 1861 році через громадянську війну в США, але відновив роботу в 1885 році. Між 1909 і 1941 роками журнал редагувався в Олбані, Нью-Йорк. У 1941 році редактор Бенджамін Босс домовився про передачу відповідальності за журнал Американському астрономічному товариству.
Перше електронне видання Astronomical Journal вийшло в січні 1998 року. З липня 2006 року Astronomical Journal почав публікувати статті спершу в електронній версії.
До 2008 року журнал видавався University of Chicago Press від імені Американського астрономічного товариства, але потім перейшов до видавництва IOP Publishing. Причинами зміни видавництва Американське астрономічне товариство назвало бажання видавництва Чиказького університету переглянути фінансові умови та їхні плани щодо зміни програмного забезпечення. Два інші журнали товариства, Astrophysical Journal і Astrophysical Journal supplement series, також перейшли до IOP Publishing в січні 2009 року.
З 2016 року всі наукові журнали Американського астрономічного товариства мають одного головного редактора. 1 січня 2022 року журнали Американського астрономічного, включно з Astronomical Journal, перейшли на модель відкритого доступу, з публікацією нових статей під ліцензією Creative Commons Attribution і скасуванням обмежень доступу та плати за підписку на раніше опубліковані статті.

## Редактори
- 1849—1861: Бенджамін Гулд
- 1885—1896: Бенджамін Гулд
- 1896—1909: Сет Карло Чандлер
- 1909—1912: Льюїс Босс
- 1912—1941: Бенджамін Босс[en]
- 1941—1959: Дірк Брауер
- 1959—1963: Дірк Брауер і Гарлан Джеймс Сміт[en]
- 1963—1965: Дірк Брауер
- 1965—1966: Дірк Брауер і Джеральд Моріс Клеменс
- 1966—1967: Джеральд Моріс Клеманс[23]
- 1967—1974: Лодевейк Вольт'єр[en][24] (разом з Бейкером і Люсі для наступних томів)
- 1975—1979: Норман Бейкер[en] і Леон Люсі[en]
- 1980—1983: Норман Бейкер[en]
- 1984—2004: Пол Годж
- 2005—2015: Джон Ґаллагер[en]
- Від 2016: Ітан Вішняк[en]